# Opius heringi
Opius heringi är en stekelart som beskrevs av Fischer 1962. Opius heringi ingår i släktet Opius och familjen bracksteklar. Inga underarter finns listade i Catalogue of Life.